# 독립노동당

독립노동당(영어: Independent Labour Party; ILP)는 영국의 좌익정당이다. 1893년 창당했으며 무소속 하원의원이자 노조조직가인 키어 하디가 초대 당주석이 되었다.
램지 맥도널드의 노동대표위원회(현 영국 노동당의 전신)보다 좌측에 있었으며, 이념적으로 중앙파 마르크스주의에 속했다. 국제정당은 제2.5인터내셔널과 제3.5인터내셔널에 가맹했다. 1975년 노동당에 흡수되는 형태로 해산되었다.